# Робърт Антън Уилсън
Вижте пояснителната страница за други личности с името Робърт Уилсън.
Робърт Антън Уилсън (на английски: Robert Anton Wilson; RAW; роден като Робърт Едуард Уилсън), е американски есеист, романист, психонавт и мистик, философ, футуролог, оптимист, лектор, интернет ентусиаст и либертарианец, автор на много книги, статии, пиеси, стихове и шеги.
Той е една от най-крупните фигури на контракултурата на Запад, а също така и един от най-отявлените психеделични пионери. По повод 60-годишнината от изобретяването на ЛСД, с присъщата си хумористична критика на механистично-материалистичното разбиране за света, Уилсън пише: „След първото ЛСД пътешествие кучетата не само изглеждаха по-малко машини отпреди, но същото бе и с буболечките и дърветата, а и самото звездно небе. След моето стотно пътешествие дори аз самият изглеждах по-малко като машина“.
Робърт Уилсън, също известен и като чичо Боб (на английски: Uncle Bob) е опитен изследовател на възможностите за разширение и изменение на съзнанието. Това включва практиката на различни видове медитации, йога, дроги, психотерапии, тълкуване на сънища, магия и други. В книгите си той демонстрира енциклопедични познания на много окултни, езотерични и магични традиции, но въпреки това до самия си край на земята остава агностично настроен. Той е и отявлен противник на всякакъв род догматизъм и често обект на неговите подигравки и атака са юдео-християнството, ислямът, сциентологията и други институционализирани религии. Близък приятел на американския дисидент Тимъти Лири, Уилсън е силно повлиян от радикалните и новаторски идеи на Вилхелм Райх, Филип Дик, Бъкминстър Фулър, Алистър Кроули, Джеймс Джойс, Монти Пайтън и други.

## Биография
Роден е на 18 януари 1932 г. в Бруклин, САЩ. От дете страда от детски паралич. Въпреки че лекарите уверяват родителите му, че Уилсън едва ли ще може някога да ходи, той започва алтернативно лечение по метода на Елизабет Кени. Синдромите на паралича го придружават през целия му земен път, но Уилъсн може да ходи през по-голяма част от живота си.
Уилсън посещава католическо начално училище, откъдето придобива искрена ненавист към католицизма, който той смята за една от най-жестоките идеологии на планетата. След това записва основно техническо училище. Работи като шофьор на линейка, докато следва математика и инженерство в Нюйоркския университет (на английски: NYU). От 1965 до 1971 г. работи като редактор за списание Плейбой. През 1979 г. защитава докторат по психология за алтернативния университет Паидейа в Калифорния. По-късно преработва дисертацията си и я публикува през 1983 г. със заглавието „Въстаналият Прометей“ (издадена на български).
Почти до самия край на земния си път той комуникира с фенове и приятели чрез блога си. Част от последното съобщение, изпратено във виртуалното пространство, осъзнаващ скорошната си смърт, гласи: „Аз оставам бодър и невпечатлен. Гледам напред без догматичен оптимизъм, но без ужас. Обичам Ви всички и моля Ви, поддържайте лазанята летяща".
Умира на 11 януари 2007 г. в Калифорния на 74-годишна възраст.

### На български
- Квантова психология. София: Дилок, 2001
- Секс, наркотици и магия. София: Дилок, 2002
- Въстаналият Прометей. София: Дилок, 2001
- Космически спусък. София: Дилок, 2002
- Космически спусък 2: Приземяване. София: Дилок, 2003